# Léon Weustenraad
Pour les articles homonymes, voir Weustenraad.
Léon Weustenraad, né le 22 novembre 1925 et mort le 18 septembre 1993, est un homme politique belge, bourgmestre de Schaerbeek de 1989 à 1992.